# 北引渠道
北引渠道是黑龙江省北部引嫩工程输水总干渠的简称，又称引嫩河、北部引嫩总干渠，位于中华人民共和国黑龙江省西部松嫩平原腹地，干渠北起讷河市拉哈镇西北嫩江左岸，自西北向东南流，经讷河、富裕、依安、林甸、明水、青冈、安达和萨尔图等市县（区），至安达市太平庄镇总干渠末端节制闸，全长243千米，渠道年均引水量4.65亿立方米，灌溉耕地1.184万公顷，并为大庆地区石油工业供水。

## 工程建设
北引渠道所经过地区天然水系极不发达，仅有乌裕尔河和双阳河两条，两河呈季节性变化，非汛期水少，汛期又极易成灾。整个地区属于黑龙江省重干旱地区。南部富裕、林甸和安达等地又是地方性饮水型氟中毒重点病区。20世纪70年代，为解决大庆油田及石油化工急需用水和松嫩平原干旱和防病改水问题，修建北部引嫩工程，是黑龙江引嫩工程“三引”工程中最大的一个，工程始建于1972年，1976年竣工通水。

## 渠道概况
北引渠道主要由以下几部分组成：

### 干渠
- 渠首：位于讷河市拉哈镇西北，由引水渠和进水闸组成，引水渠全长2.57千米，进水闸引水能力50立方米每秒；
- 乌北总干渠：自渠首进水闸至乌裕尔河，全长89.16千米，设计引水流量50立方米每秒，流经讷河市西南部和富裕县北部，两岸以农业生产为主；
- 乌南总干渠：过乌裕尔河后，跨过双阳河，至萨尔图分干渠进水闸，全长113.93千米，设计引水流量30立方米每秒，上游流经富裕县和依安县，两岸人口稠密，良田一望无际，下游流经林甸县、明水县、青冈县和安达市，人烟稀少，多沼泽草甸。

### 引渠和分干渠
- 大庆水库引水渠：自林甸县四季青镇大树林村东北乌南总干渠75.7千米处引水至大庆水库，全长38千米，设计引水流量20立方米每秒，流经林甸县东南部，中上游两岸多盐碱地，草场丰茂，下游为大庆油田主产区之一的采油六厂；
- 萨尔图分干渠：也称红旗渠，于安达市太平庄镇东北自乌南总干渠节制闸起向西南过黑鱼泡交叉至红旗泡水库，全长39.43千米，设计引水流量22立方米每秒，流经安达市北部和大庆市萨尔图区东部；
- 东湖水库引渠：自安达市太平庄镇东北乌南总干渠开始，向南跨过明青截流沟，至东湖水库止，全长42千米，设计引水流量7.5立方米每秒，两岸人烟稠密，以农业生产为主。